# Physalaemus santafecinus
Espèce
Statut de conservation UICN

 LC  : Préoccupation mineure
Physalaemus santafecinus est une espèce d'amphibiens de la famille des Leptodactylidae.

## Répartition
Cette espèce est endémique d'Argentine. Elle se rencontre entre 30 et 60 m d'altitude dans les provinces de Santa Fe, de Corrientes et du Chaco.

## Étymologie
Son nom d'espèce lui a été donné en référence à sa localité type, la province de Santa Fe.

## Publication originale
- Barrio, 1965 : El género Physalaemus (Anura, Leptodactylidae) en la Argentina. Physis, vol. 25, p. 421-448.